# Малиевское
Малиевское (укр. Маліївське) — село,
Зорянский сельский совет,
Межевский район,
Днепропетровская область,
Украина.
Код КОАТУУ — 1222683305. Население по переписи 2001 года составляло 228 человек.

## Географическое положение
Село Малиевское находится на расстоянии 2-х км от села Мироновое и 2,5 км от сёл Зоряное и Зелёное.

## История
По данным 1859 года село Малиевское насчитывало 13 дворов, 122 жителя.